# Buzz Aldrin
Buzz Aldrin (nascido Edwin Eugene Aldrin Jr.; Glen Ridge, 20 de janeiro de 1930) é um engenheiro mecânico, piloto e astronauta norte-americano que, como piloto do módulo lunar da missão Apollo 11, tornou-se em 1969 o segundo homem a pisar na superfície da Lua. Ele nasceu e cresceu em Nova Jérsei e foi estudar engenharia mecânica na Academia Militar dos Estados Unidos, onde se formou com um título de bacharel em 1951. Foi comissionado na Força Aérea dos Estados Unidos e atuou como piloto de caça durante a Guerra da Coreia, voando em 66 missões de combate e tendo derrubado dois MiG-15.
Aldrin adquiriu em 1963 um doutorado em aeronáutica pelo Instituto de Tecnologia de Massachusetts, sendo selecionado no mesmo ano para o Grupo 3 de Astronautas da NASA, fazendo dele o primeiro astronauta com um doutorado. Sua tese era sobre técnicas para encontros espaciais, o que lhe valeu entre seus colegas o apelido de "Dr. Encontro". Seu primeiro voo espacial ocorreu em 1966 a bordo da Gemini XII, durante a qual passou mais de cinco horas realizando atividades extraveiculares. Depois disso foi escolhido como reserva da Apollo 8 e por fim piloto do módulo lunar da Apollo 11, quando ele e seu comandante Neil Armstrong realizaram a primeira alunissagem tripulada da história. Ele pisou na superfície da Lua nas primeiras horas do dia 21 de julho, nove minutos depois de Armstrong. Seu colega de missão Michael Collins permaneceu em órbita enquanto isso.
Ele se aposentou como astronauta em 1971 e tornou-se comandante da Escola de Pilotos de Teste da Força Aérea dos Estados Unidos, se aposentando da Força Aérea no ano seguinte com a patente de coronel depois de 21 anos de serviço. Nos anos seguintes Aldrin lutou contra depressão e alcoolismo até ficar sóbrio em 1978. Ele continua até hoje a defender maior exploração espacial, especialmente uma missão tripulada a Marte, chegando inclusive a desenvolver um plano de trajetória que teoricamente permite uma viagem a Marte em menos tempo e com menos consumo de combustível. Seus serviços na Força Aérea e na NASA já lhe renderam diversos prêmios, incluindo a Medalha Presidencial da Liberdade entregue em 1969.

## Início de carreira
Aldrin entrou para a NASA em outubro de 1963, e voou ao espaço pela primeira vez na missão Gemini XII, a última do projeto Gemini, de naves com dois astronautas, quebrando o recorde de permanência fora da nave em atividades extra-veiculares, provando que astronautas poderiam trabalhar no espaço, algo comum hoje em dia para os tripulantes do ônibus espacial.

## Origem do nome e família
Seu apelido em criança e pelo qual é conhecido, Buzz, foi dado por sua irmã, que o chamava de Buzzer, a forma como ele dizia a palavra brother (irmão). Buzzer foi mais tarde encurtado para Buzz. Nos anos 1980, ele mudou legalmente seu nome para Buzz. O nome de solteira de sua mãe, coincidentemente, era Marion Moon (Moon significa Lua em inglês). O pai de Aldrin trabalhava para petrolífera Standard Oil e pilotava uma aeronave em deslocações de serviço.

## O pouso lunar

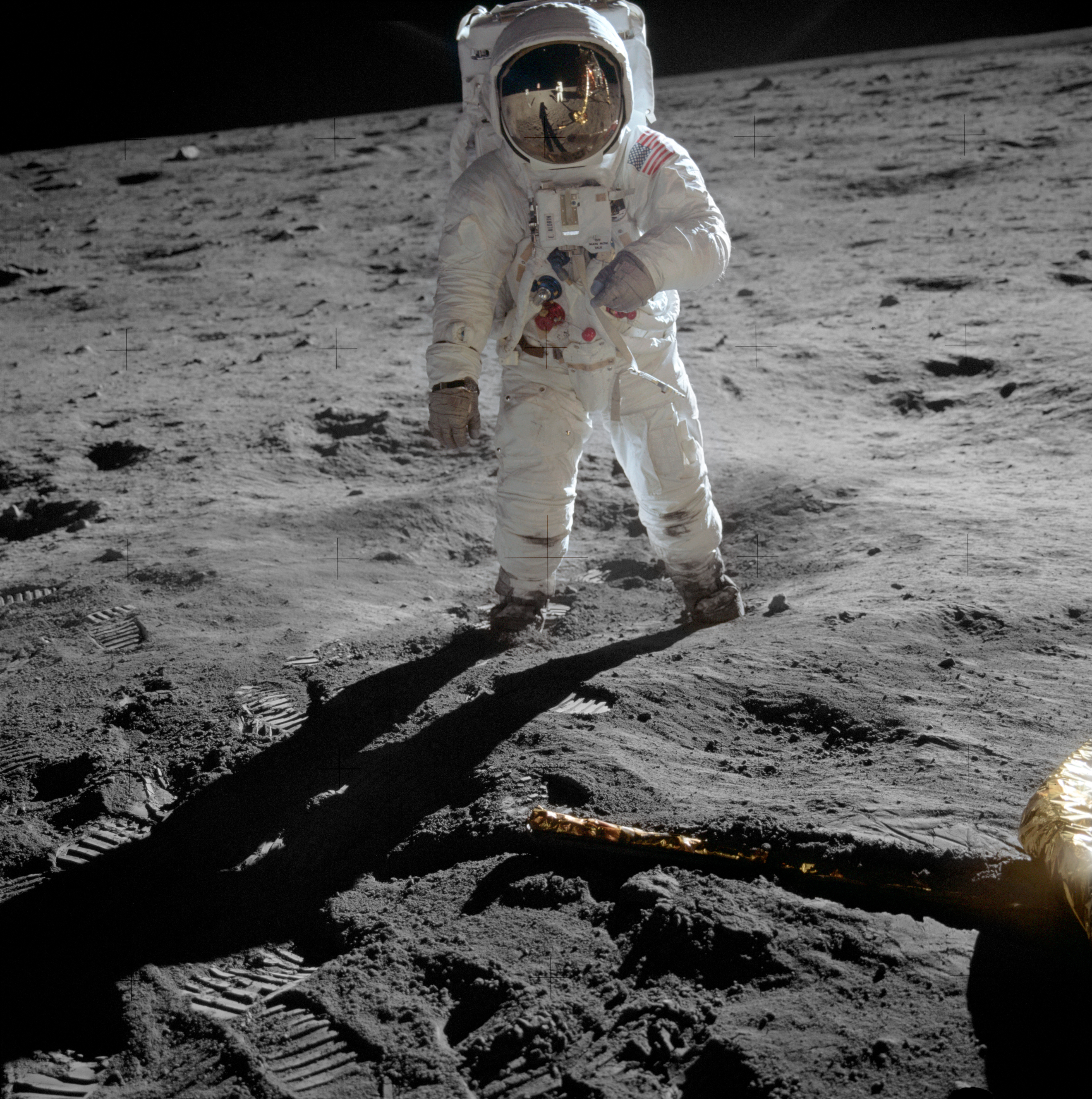
A famosa foto de "Buzz" Aldrin tirada por Neil Armstrong na Lua

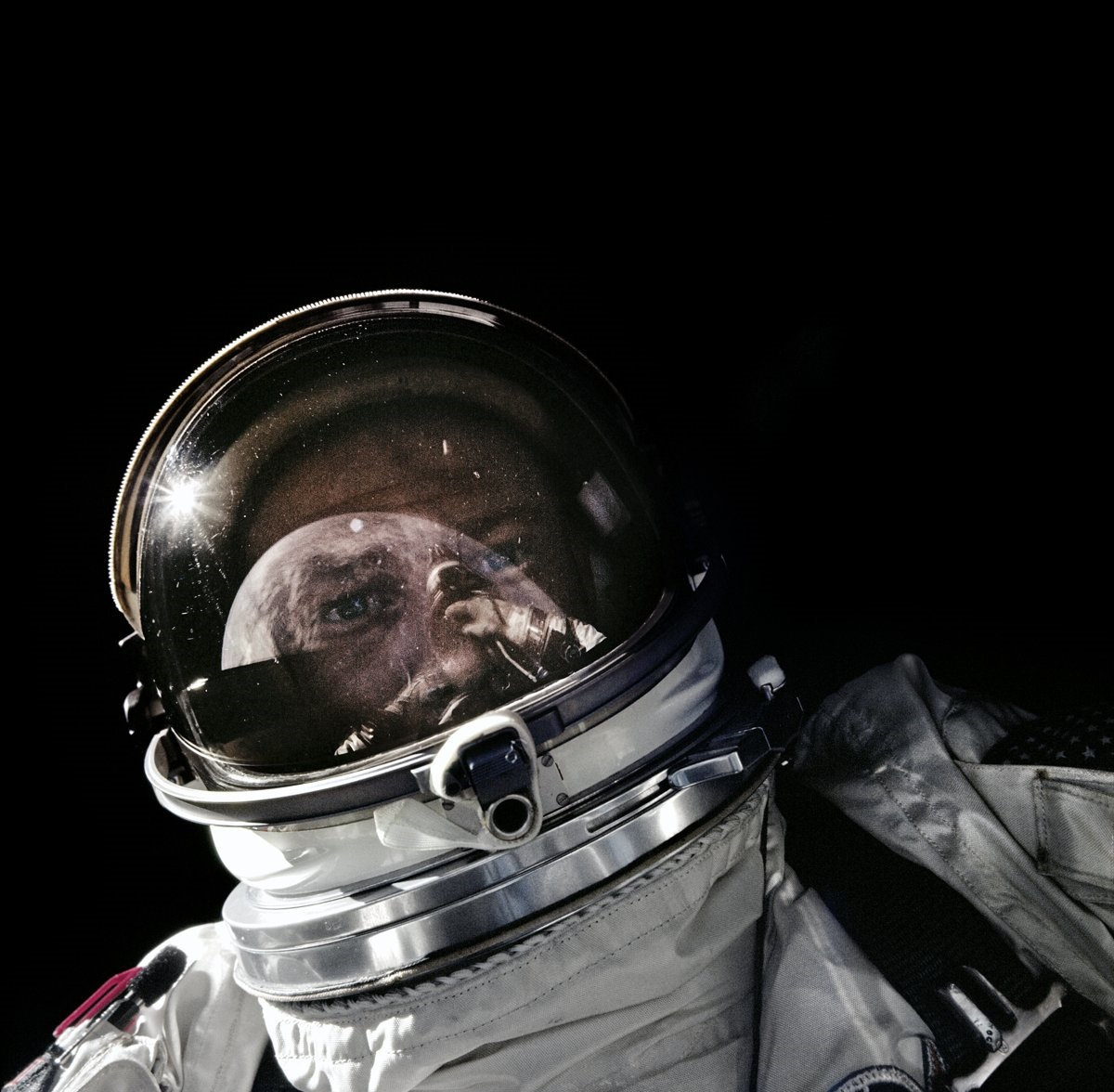
Eva na Gemini XII com Buzz Aldrin e a Terra sendo refletida no visor

Durante os meses que antecederam a missão e já escalado para o voo pioneiro e sabendo que Neil Armstrong seria o comandante do voo histórico (e, portanto, o primeiro a pisar na Lua), Aldrin, um homem voluntarioso, bem-humorado e de personalidade intensa, tentou de todo jeito, sem sucesso, com seus amigos que trabalhavam na direção do Programa Apollo e na organização da missão, arrumar um esquema de troca de lugares dentro do módulo na hora da saída, com qualquer justificativa técnica que servisse, para que fosse ele, e não Armstrong, o primeiro homem a descer do Eagle e pisar na Lua.
Tecnicamente, Armstrong era o menos importante na missão. Sua função era indicar se tudo estava certo para que Aldrin conseguisse colocar os pés na Lua. Uma vez que Buzz era o piloto do módulo lunar, se algo ocorresse fora do padrão esperado, Neil Armstrong não conseguiria voltar. Collins ficou no espaço e tinha uma função de extrema importância: pilotar a nave que os traria de volta para a Terra. Armstrong apareceu em poucas fotos nesta missão, pois ficou a maior parte do tempo com a câmera fotográfica.

Após o pouso lunar "Buzz", presbiteriano fervoroso, retirou de um estojo que carregava os elementos para a celebração da Ceia do Senhor e comungou. Nesse período, a NASA fora citada em uma ação judicial trazida pela ateia Madalyn Murray O'Hair (que havia objetado que os astronautas da Apollo 8 lessem uma passagem do livro bíblico de Gênesis), que exigia que os astronautas refreassem suas atividades religiosas enquanto estivessem no espaço ou a serviço da NASA. Assim, Aldrin evitou mencionar esse assunto. Manteve seu plano em segredo, até mesmo para sua esposa, e não o comentou publicamente por vários anos. Nesse período, Aldrin era presbítero na Webster Presbyterian Church, uma igreja presbiteriana em Webster, no Texas. O estojo usado na comunhão foi preparado por seu pastor, o Rev. Dean Woodruff. Aldrin descreveu sua comunhão na Lua e o envolvimento de seu pastor com ela na edição de outubro de 1970 da revista Guideposts e em seu livro "Return to Earth". A Webster Presbyterian Church ainda possui o cálice utilizado por Aldrin na Lua e comemora a Santa Ceia lunar todos os anos no domingo mais próximo de 20 de julho.

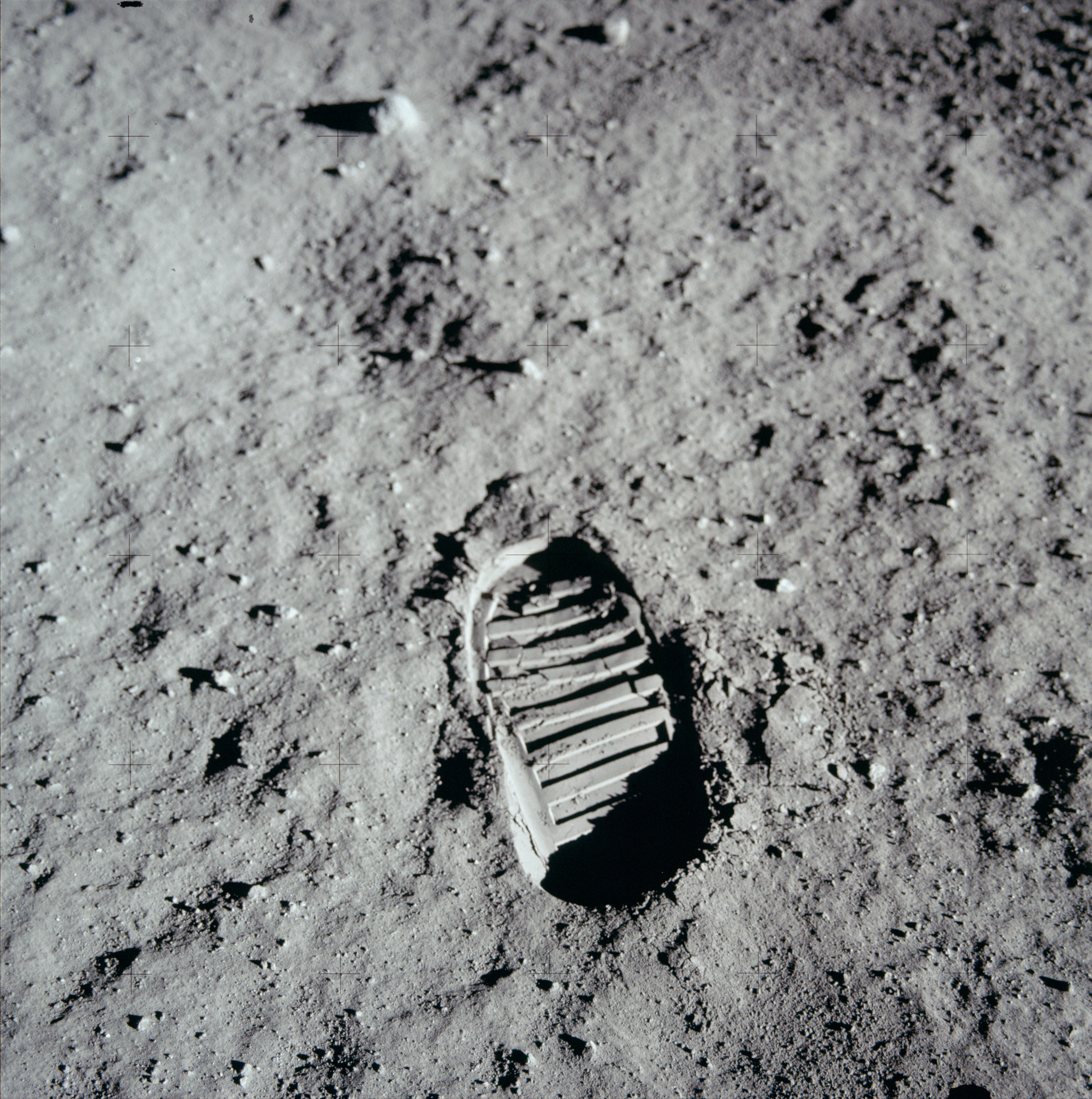
Foto da pegada

## Incidente em Beverly Hills
Em 9 de setembro de 2002 Aldrin foi atraído para um Hotel em Beverly Hills sob o falso pretexto de uma entrevista a ser dada no local. Ainda do lado de fora do hotel, Aldrin foi interpelado por Bart Sibrel, um americano que passa a vida tentando provar que os pousos na Lua foram falsos e forjados pela NASA. Bart Sibrel tentou forçar Buzz Aldrin, assim como já havia feito com outros astronautas do programa Apollo, a jurar junto à Bíblia que realmente tinha ido à Lua, enquanto era filmado por um cinegrafista contratado por este. Enquanto Aldrin esquivava-se de Sibrel, este o assediava, chamando-o de mentiroso, ladrão e covarde.
Sibrel prestou queixas à polícia, alegando que Aldrin lhe tinha dado um soco no queixo. Contudo, Aldrin disse que, como Sibrel insistia em assediá-lo, ele apenas o havia empurrado em defesa própria e de sua enteada, que o acompanhava. Durante a investigação do incidente, testemunhas disseram que Sibrel havia tocado Aldrin com sua Bíblia. Como Sibrel não tinha ferimentos visíveis quando prestou queixa à polícia e também não procurou por auxílio médico após o alegado incidente, além do fato de Aldrin não ter nenhum registro criminal anterior, a polícia decidiu não prosseguir com o caso. Sibrel entregou uma cópia do vídeo para a polícia quando prestou queixas.

## Campanha humanos a viver em Marte
Buzz Aldrin tem sido um forte apoiante para que os Estados Unidos elaborem todos os esforços para colocar humanos a viver em Marte. Em março de 2015, em Stonehenge, Aldrin mostrou uma t-shirt para o céu com a frase: "Get your ass to Mars" (Leva o teu traseiro para Marte).

## Filmografia
| Ana  | Título                             | Personagem                  | Notas                                                     |
| ---- | ---------------------------------- | --------------------------- | --------------------------------------------------------- |
| 1976 | The Boy in the Plastic Bubble      | Ele mesmo                   | TV movie                                                  |
| 1986 | Punky Brewster                     | Ele mesmo                   | Episódio "Accidents Happen"                               |
| 1989 | After Dark                         | Ele mesmo                   | [ 15 ]                                                    |
| 1994 | The Simpsons                       | Ele mesmo (voz)             | Episódio: "Deep Space Homer".                             |
| 1997 | Space Ghost Coast to Coast         | Ele mesmo                   | Episodes: "Brilliant Number One" e "Brilliant Number Two" |
| 1999 | Disney's Recess                    | Ele mesmo (voz)             | Episódio: "Space Cadet"                                   |
| 2003 | Da Ali G Show                      | Ele mesmo                   | 2 episódios                                               |
| 2006 | Numb3rs                            | Ele mesmo                   | Episódio: "Killer Chat"                                   |
| 2007 | In the Shadow of the Moon          | Ele mesmo                   | [ 23 ]                                                    |
| 2008 | Fly Me to the Moon                 | Ele mesmo                   | [ 24 ]                                                    |
| 2010 | 30 Rock                            | Ele mesmo                   | Episódio: "The Moms"                                      |
| 2010 | Dancing with the Stars             | Ele mesmo                   | [ 26 ]                                                    |
| 2011 | Transformers: Dark of the Moon     | Ele mesmo                   | [ 27 ]                                                    |
| 2011 | Futurama                           | Ele mesmo (voz)             | Episódio: "Cold Warriors"                                 |
| 2012 | Space Brothers                     | Ele mesmo                   | [ 29 ]                                                    |
| 2012 | The Big Bang Theory                | Ele mesmo                   | Episódio: "The Holographic Excitation"                    |
| 2012 | Mass Effect 3                      | O Stargazer (voz)           | [ 31 ]                                                    |
| 2015 | Jorden runt på 6 steg              | Ele mesmo                   | [ 32 ]                                                    |
| 2016 | The Late Show with Stephen Colbert | Ele mesmo                   | [ 33 ]                                                    |
| 2016 | Hell's Kitchen                     | Ele mesmo                   | [ 34 ] [ 35 ]                                             |
| 2017 | Miles from Tomorrowland            | Comandante Copernicus (voz) | [ 36 ]                                                    |

## Livros
Livros de co-autoria de Aldrin incluem Return to Earth (1973), Men From Earth (1989), Reaching for the Moon (2005), Look to the Stars (2009) e Magnificent Desolation (2009). Ele também foi co-autor com John Barnes nos romances de ficção científica Encounter with Tiber (1996) e The Return (2000). Seu livro Mission to Mars foi publicado em maio de 2013.

## Publicações
- Aldrin, Edwin E. Jr. 1970. "Footsteps on the Moon Arquivado em setembro 4, 2015, no Wayback Machine". Edison Electric Institute Bulletin. Vol. 38, No. 7, pp. 266–272.
- Armstrong, Neil; Michael Collins; Edwin E. Aldrin; Gene Farmer; e Dora Jane Hamblin. 1970. First on the Moon: A Voyage with Neil Armstrong, Michael Collins, Edwin E. Aldrin Jr. Boston: Little, Brown. ISBN 9780316051606.
- Aldrin, Buzz e Wayne Warga. 1973. Return to Earth. Nova York: Random House. ISBN 9781504026444.
- Aldrin, Buzz e Malcolm McConnell. 1989. Men from Earth. Nova York: Bantam Books. ISBN 9780553053746.
- Aldrin, Buzz e John Barnes. 1996. Encounter with Tiber. Londres: Hodder & Stoughton. ISBN 9780340624500.
- Aldrin, Buzz e John Barnes. 2000. The Return. New York: Forge. ISBN 9780312874247.
- Aldrin, Buzz e Wendell Minor. 2005. Reaching for the Moon. Nova York: HarperCollins Publishers. ISBN 9780060554453.
- Aldrin, Buzz e Ken Abraham. 2009. Magnificent Desolation: The Long Journey Home from the Moon. Nova York: Harmony Books. ISBN 9780307463456.
- Aldrin, Buzz e Wendell Minor. 2009. Look to the Stars. Camberwell, Vic.: Puffin Books. ISBN 9780143503804.
- Aldrin, Buzz e Leonard David. 2013. Mission to Mars: My Vision for Space Exploration. Washington, D.C.: National Geographic Books. ISBN 9781426210174.
- Aldrin, Buzz e Marianne Dyson. 2015. Welcome to Mars: Making a Home on the Red Planet. Washington, D.C.: National Geographic Children's Books. ISBN 9781426322068.
- Aldrin, Buzz e Ken Abraham. 2016. No Dream Is Too High: Life Lessons from a Man Who Walked on the Moon. Washington, D.C.: National Geographic Books. ISBN 9781426216503.